# Premiul Goya pentru cel mai bun film
Premiul Goya pentru cel mai bun film străin:

## Premii și nominalizări

### 1980
| Anul | Titlul original                          | Director de film         |
| ---- | ---------------------------------------- | ------------------------ |
| 1986 | El Viaje a ninguna parte                 | Fernando Fernán Gómez    |
| 1986 | 27 horas                                 | Montxo Armendáriz        |
| 1986 | La mitad del cielo                       | Manuel Gutiérrez Aragón  |
| 1987 | El bosque animado                        | José Luis Cuerda         |
| 1987 | Divinas palabras                         | José Luis García Sánchez |
| 1987 | El Lute: camina o revienta               | Vicente Aranda           |
| 1988 | Mujeres al borde de un ataque de nervios | Pedro Almodóvar          |
| 1988 | Remando al viento                        | Gonzalo Suárez           |
| 1988 | El túnel                                 | Antonio Drove            |
| 1988 | Espérame en el cielo                     | Antonio Mercero          |
| 1988 | Diario de invierno                       | Francisco Regueiro       |
| 1989 | El sueño del mono loco                   | Fernando Trueba          |
| 1989 | Esquilache                               | Josefina Molina          |
| 1989 | Montoyas y Tarantos                      | Vicente Escrivá          |
| 1989 | El niño de la luna                       | Agustí Villaronga        |
| 1989 | El mar y el tiempo                       | Fernando Fernán Gómez    |

### 1990
| Anul | Titlul original                                 | Director                |
| ---- | ----------------------------------------------- | ----------------------- |
| 1990 | ¡Ay Carmela!                                    | Carlos Saura            |
| 1990 | Las cartas de Alou                              | Montxo Armendáriz       |
| 1990 | ¡Átame!                                         | Pedro Almodóvar         |
| 1991 | Amantes                                         | Vicente Aranda          |
| 1991 | Don Juan en los infiernos                       | Gonzalo Suárez          |
| 1991 | El rey pasmado                                  | Imanol Uribe            |
| 1992 | Belle Époque                                    | Fernando Trueba         |
| 1992 | El maestro de esgrima                           | Pedro Olea              |
| 1992 | Jamón, jamón                                    | Bigas Luna              |
| 1993 | Todos a la cárcel                               | Luis García Berlanga    |
| 1993 | Intruso                                         | Vicente Aranda          |
| 1993 | Sombras en una batalla                          | Mario Camus             |
| 1994 | Días contados                                   | Imanol Uribe            |
| 1994 | Canción de cuna                                 | José Luis Garci         |
| 1994 | La pasión turca                                 | Vicente Aranda          |
| 1995 | Nadie hablará de nosotras cuando hayamos muerto | Agustín Díaz Yanes      |
| 1995 | El día de la bestia                             | Álex de la Iglesia      |
| 1995 | Boca a boca                                     | Manuel Gómez Pereira    |
| 1996 | Tesis                                           | Alejandro Amenábar      |
| 1996 | Bwana                                           | Imanol Uribe            |
| 1996 | El perro del hortelano                          | Pilar Miró              |
| 1997 | La buena estrella                               | Ricardo Franco          |
| 1997 | Martín (Hache)                                  | Adolfo Aristarain       |
| 1997 | Secretos del corazón                            | Montxo Armendáriz       |
| 1998 | La niña de tus ojos                             | Fernando Trueba         |
| 1998 | Barrio                                          | Fernando León de Aranoa |
| 1998 | El abuelo                                       | José Luis Garci         |
| 1998 | Abre los ojos                                   | Alejandro Amenábar      |
| 1999 | Todo sobre mi madre                             | Pedro Almodóvar         |
| 1999 | Solas                                           | Benito Zambrano         |
| 1999 | La lengua de las mariposas                      | José Luis Cuerda        |
| 1999 | Cuando vuelvas a mi lado                        | Gracia Querejeta        |

### 2000
| Anul | Titlul original                 | Director                |
| ---- | ------------------------------- | ----------------------- |
| 2000 | El bola                         | Achero Mañas            |
| 2000 | La comunidad                    | Álex de la Iglesia      |
| 2000 | Leo                             | José Luis Borau         |
| 2000 | Una historia de entonces        | José Luis Garci         |
| 2001 | Los otros                       | Alejandro Amenábar      |
| 2001 | Sin noticias de Dios            | Agustín Díaz Yanes      |
| 2001 | Juana la Loca                   | Vicente Aranda          |
| 2001 | Lucía y el sexo                 | Julio Medem             |
| 2002 | Los lunes al sol                | Fernando León de Aranoa |
| 2002 | En la ciudad sin límites        | Antonio Hernández       |
| 2002 | El otro lado de la cama         | Emilio Martínez Lázaro  |
| 2002 | Hable con ella                  | Pedro Almodóvar         |
| 2003 | Te doy mis ojos                 | Icíar Bollaín           |
| 2003 | Planta 4ª                       | Antonio Mercero         |
| 2003 | Mi vida sin mí                  | Isabel Coixet           |
| 2003 | Soldados de Salamina            | David Trueba            |
| 2004 | Mar adentro                     | Alejandro Amenábar      |
| 2004 | La mala educación               | Pedro Almodóvar         |
| 2004 | Roma                            | Adolfo Aristarain       |
| 2004 | Tiovivo c. 1950                 | José Luis Garci         |
| 2005 | La vida secreta de las palabras | Isabel Coixet           |
| 2005 | 7 Virgins                       | Alberto Rodríguez       |
| 2005 | Obaba                           | Montxo Armendáriz       |
| 2005 | Princesas                       | Fernando León de Aranoa |
| 2006 | Volver                          | Pedro Almodóvar         |
| 2006 | Alatriste                       | Agustín Díaz Yanes      |
| 2006 | El laberinto del fauno          | Guillermo del Toro      |
| 2006 | Salvador (Puig Antich)          | Manuel Huerga           |
| 2007 | La soledad                      | Jaime Rosales           |
| 2007 | Las 13 rosas                    | Emilio Martínez Lázaro  |
| 2007 | El orfanato                     | Juan Antonio Bayona     |
| 2007 | Siete mesas de billar francés   | Gracia Querejeta        |
| 2008 | Camino                          | Javier Fesser           |
| 2008 | Los girasoles ciegos            | José Luis Cuerda        |
| 2008 | Sólo quiero caminar             | Agustín Díaz Yanes      |
| 2008 | Los crímenes de Oxford          | Álex de la Iglesia      |
| 2009 | Celda 211                       | Daniel Monzón           |
| 2009 | Ágora                           | Alejandro Amenábar      |
| 2009 | El baile de la Victoria         | Fernando Trueba         |
| 2009 | El secreto de sus ojos          | Juan José Campanella    |

### 2010
| Anul | Titlul original                      | Director                        |
| ---- | ------------------------------------ | ------------------------------- |
| 2010 | Pa negre (Pan negro)                 | Agustí Villaronga               |
| 2010 | Balada triste de trompeta            | Álex de la Iglesia              |
| 2010 | Buried (Enterrado)                   | Rodrigo Cortés                  |
| 2010 | También la lluvia                    | Icíar Bollaín                   |
| 2011 | No habrá paz para los malvados       | Enrique Urbizu                  |
| 2011 | Blackthorn                           | Mateo Gil                       |
| 2011 | La piel que habito                   | Pedro Almodóvar                 |
| 2011 | La voz dormida                       | Benito Zambrano                 |
| 2012 | Blancanieves                         | Pablo Berger                    |
| 2012 | El artista y la modelo               | Fernando Trueba                 |
| 2012 | Grupo 7                              | Alberto Rodríguez               |
| 2012 | Lo imposible                         | Juan Antonio Bayona             |
| 2013 | Vivir es fácil con los ojos cerrados | David Trueba                    |
| 2013 | 15 años y un día                     | Gracia Querejeta                |
| 2013 | Caníbal                              | Manuel Martín Cuenca            |
| 2013 | La gran familia española             | Daniel Sánchez Arévalo          |
| 2013 | La herida                            | Fernando Franco                 |
| 2014 | La isla mínima                       | Alberto Rodríguez               |
| 2014 | El Niño                              | Daniel Monzón                   |
| 2014 | Loreak                               | Jon Garaño și José Mari Goenaga |
| 2014 | Relatos salvajes                     | Damián Szifrón                  |
| 2014 | Magical Girl                         | Carlos Vermut                   |
| 2015 | Truman                               | Cesc Gay                        |
| 2015 | A cambio de nada                     | Daniel Guzmán                   |
| 2015 | La novia                             | Paula Ortiz                     |
| 2015 | Nadie quiere la noche                | Isabel Coixet                   |
| 2015 | Un día perfecto                      | Fernando León de Aranoa         |
| 2016 | Tarde para la ira                    | Raúl Arévalo                    |
| 2016 | El hombre de las mil caras           | Alberto Rodríguez               |
| 2016 | Julieta                              | Pedro Almodóvar                 |
| 2016 | Que Dios nos perdone                 | Rodrigo Sorogoyen               |
| 2016 | Un monstruo viene a verme            | J. A. Bayona                    |
| 2017 | La librería                          | Isabel Coixet                   |
| 2017 | Handia                               | Aitor Arregi și Jon Garaño      |
| 2017 | El autor                             | Manuel Martín Cuenca            |
| 2017 | Estiu 1993                           | Carla Simón                     |
| 2017 | Verónica                             | Paco Plaza                      |